# Outro Esquema
Outro Esquema é o sexto álbum da cantora e compositora brasileira Paula Lima, lançado em 2011.

## Lista de Faixas
1. "Ela é a Tal"
2. "Flor de Maracujá (Chocolate Remix)"
3. "Pisou na Bola"
4. "Tem que dar Certo"
5. "Negras Perucas (Remix Deeplick / Participação especial Tony Garrido)"
6. "O Nêgo do Cabelo Bom (Participação Especial Max de Castro)"
7. "Solidão Gasolina"
8. "Valerá a Pena"
9. "Cuidar de Mim (Participação especial Seu Jorge)"
10. "É Isso Aí"
11. "Tirou Onda"
12. "Life - Mondo Grosso"
13. "Ela é a Tal (Remix Deeplick)"
14. "Eu Já Notei"

## Divulgação
Paula Lima levou o seu CD à diversos programas de televisão, rádio, além da mídia impressa e digital. A "Turnê Outro Esquema" se iniciou com dois shows lotados no Auditório do Ibirapuera, em São Paulo, nos dias 09 e 10 de setembro de 2011. Além de outras cidades do país, como Rio de Janeiro, Resende e Brasília, o show foi apresentado na França e em Portugal, nesse último o sucesso foi enorme e a cantora teve de marcar shows extras.

### Shows em festivais[2][3]
O CD "Outro Esquema" possibilitou que Paula Lima se apresentasse em grandes festivais nacionais e internacionais.
| Data                   | Cidade              | País     | Festival                        | Nota                           |
| ---------------------- | ------------------- | -------- | ------------------------------- | ------------------------------ |
| 13 de agosto de 2011   | Ribeirão Pires / SP | Brasil   | Festival do Chocolate           | Pré-Turnê                      |
| 29 de agosto de 2011   | Rio de Janeiro / RJ | Brasil   | Projeto "Samba Suor Brasileiro" | Pré-Turnê                      |
| 30 de agosto de 2011   | Rio de Janeiro / RJ | Brasil   | Projeto "Samba Suor Brasileiro" | Pré-Turnê                      |
| 23 de setembro de 2011 | Rio de Janeiro / RJ | Brasil   | Rock in Rio 2011                | Com Afrika Bambaataa e Boss AC |
| 30 de outubro de 2011  | São Paulo / SP      | Brasil   | Festival da Canção              |                                |
| 13 de abril de 2012    | Carthage            | Tunísia  | Jazz A Carthage                 |                                |
| 01 de junho de 2012    | Lisboa              | Portugal | Rock In Rio - Lisboa 2012       | Com Boss AC e Zé Ricardo       |

1. ↑  «Outro Esquema - Inéditas, Remixes e Afins». www.saraiva.com.br. Consultado em 4 de março de 2016
2. ↑  «Rock N' Soul – veja como foi o dia 29 | Rock in Rio». Rock in Rio. Consultado em 4 de março de 2016
3. ↑  «Zé Ricardo, Paula Lima | RiR 2012». IMAGEM DO SOM. Consultado em 4 de março de 2016